# سهم ميم

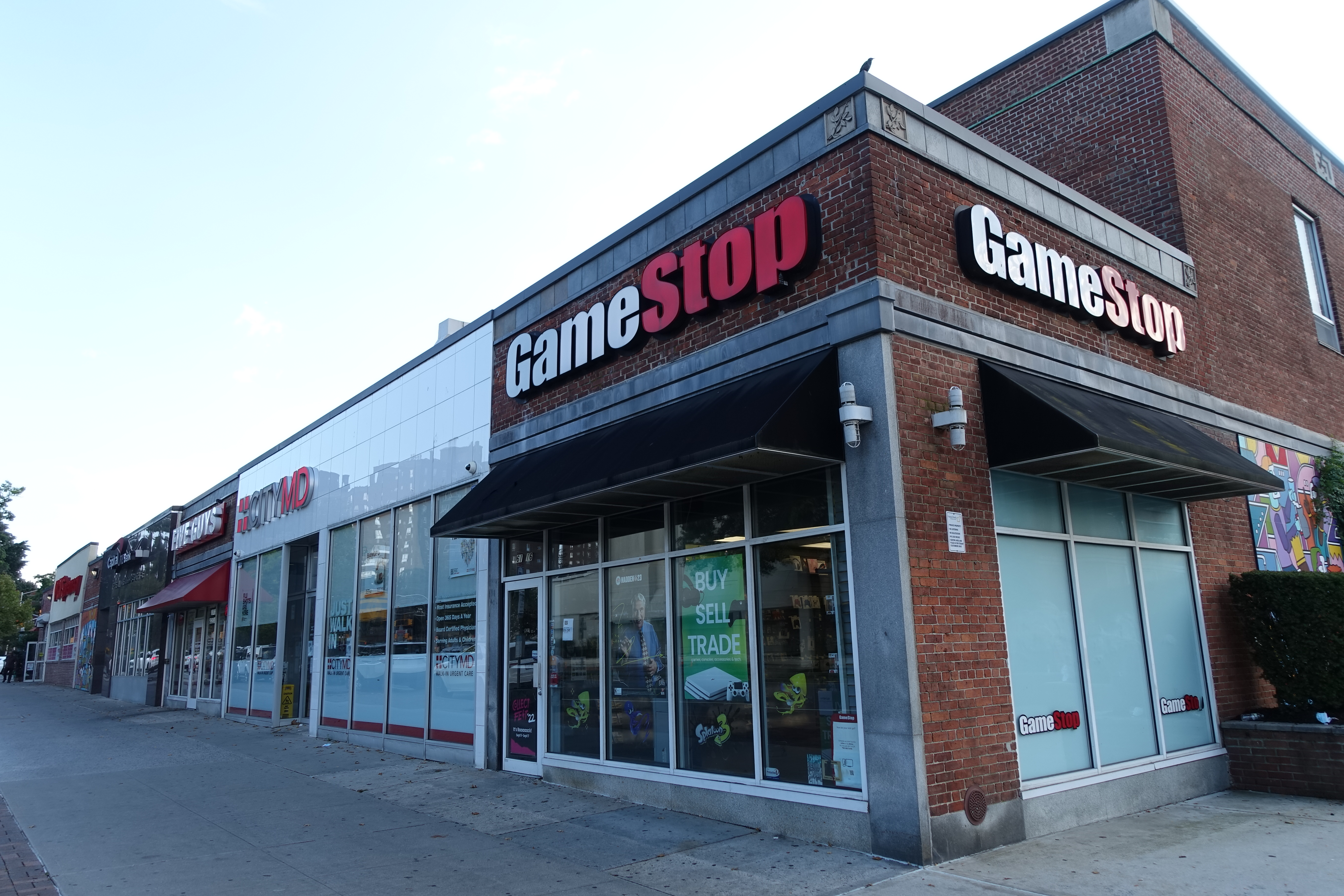
GameStop في الطرف الشمالي من المبنى I من شارع 188 في النصف الغربي من مركز تسوق Fresh Meadows Place، في شارع 188 وطريق Horace Harding السريع S في Fresh Meadows، كوينز. كانت المساحة مشغولة في الأصل بواسطة مايلز شوز.

سهم الميم هو سهم اكتسب شعبية بين مستثمري التجزئة من خلال وسائل التواصل الاجتماعي. تعتمد شعبية أسهم الميم بشكل عام على ميمات الإنترنت التي يتم مشاركتها بين المتداولين،  على منصات مثل r / wallstreetbets الخاصة بـ Reddit. غالبًا ما يكون المستثمرون في مثل هذه الأسهم مستثمرين صغارًا وعديمي الخبرة. نتيجة لشعبيتها، غالبًا ما يتم تداول أسهم الميم بأسعار أعلى من قيمتها المقدرة بناءً على التحليل الأساسي،  والمعروف عنها أنها مضاربة ومتقلبة للغاية.

## تاريخ
بدأ الاهتمام بأسهم الميم في عام 2020 ، حيث أطلقت عليه لجنة الأوراق المالية والبورصات الأمريكية «ظاهرة أسهم ميم».  كان مخزون شركة GameStop الأمريكية لبيع ألعاب الفيديو بالتجزئة أحد أشهر أسهم ميم،  مع عمليات شراء جماعية للسهم أدت إلى ضغط قصير على سهم GameStop في أوائل عام 2021. كما يتم الاستشهاد باسهم شركة الترفيه AMC كمثال بارز.  تشمل الأمثلة الأخرى اسهم Bed و Bath & Beyond وNational Beverage وKoss .  التمييز بين اسهم الميم والاسهم التي لا ينطبق عليها نمط الميم ليس واضحًا دائمًا؛ على سبيل المثال، تمتلك اسهم تسلا بعض خصائص سهم الميم؛ نسبة السعر إلى الأرباح المرتفعة والتي تتم مناقشتها بشكل متكرر من قبل تجار التجزئة الهواة على وسائل التواصل الاجتماعي، ومع ذلك فإن بعض المحللين المحترفين لا يرون قيمتها مبالغ فيها.
يرتبط الاهتمام بأسهم الميم بمنصة التداول روبن هود، التي تقدم تداولًا بدون عمولة. ووفقا ل صحيفة نيويورك تايمز ، «كانت منصة روبن هود الأداة المفضلة للتجار في أسهم الميم الأصلية».